# کیوان جهانشاهی
کیوان جهانشاهی (زاده ۱۳۴۷ در تهران) آهنگساز و صداگذار اهل ایران است.

## تحصیلات
لیسانس کارگردانی فیلم از دانشکده سینما و تئاتر، دانشگاه هنر تهران ۱۳۷۲

او در ۱۰ سالگی نوازندگی سه تار و ردیف موسیقی ایرانی را نزد جلال ذوالفنون آغاز نمود و در سال‌های ابتدایی دهه ۱۳۶۰ و در مدرسه موسیقی چاووش از آموزش‌های محمد رضا لطفی بهره برد؛ در سال ۱۳۶۶ به شاگردی حسین علیزاده مشغول گشت و تا سال ۱۳۷۰ دوره متوسطه و عالی نوازندگی سه‌تار را گذراند.

## فعالیت حرفه‌ای
شروع فعالیت حرفه‌ای در زمینه موسیقیِ فیلم: ساخت موسیقی برای فیلم سینمایی سایه‌های هجوم به کارگردانی احمد امینی در سال ۱۳۷۱ 

دراولین کنسرت همنوازان سه تار به سرپرستی حسین علیزاده و در حمایت از زلزله زدگان شمال ایران ۱۳۶۶(در تالار وحدت) شرکت نمود و سپس با همراهی علی بوستان در ۱۳۶۶ کنسرت دو نوازی سه تار را در تالار هنر و در حمایت از دانشجویان سینما و انیماتورهای آن دانشکده برگزار نمود و اولین قطعه ساخته خود را با نام گوکلان در این کنسرت اجرا نمود.
او که از سال ۱۳۶۶ در دانشکده سینما و تئاتر به تحصیل فیلمسازی مشغول شده بود همزمان به ساخت موسیقی برای پایان‌نامه‌های دانشجویی علاقه‌مند شد که به عنوان نمونه موسیقی فیلم مستند ستاره فروزان به کارگردانی سید محمد رضا شانه ساز، فیلم قصه عینکم کار افسون مبینی، پرنده در باد کار محمد سرکانیانو افسانه سیاه گالش کار علیرضا قاسم خان از جمله ده‌ها تجربه آهنگسازی کیوان جهانشاهی هستند.
در سال ۱۳۷۱ با دریافت سیمرغ بلورین بهترین مویقی متن فیلم از جشنواره یازدهم فیلم فجر تهران کار خود را به عنوان آهنگساز فیلم شروع کرد و تا سال ۱۳۸۰ برای بیش از ۶۰ فیلم سینمایی و تلویزیونی و ده‌ها فیلم کوتاه موسیقی ساخت.
از سال ۱۳۷۸ با تأسیس استودیو صداگذاری و میکس به نام فیلمآوا برای فیلم‌های سینمایی چون موج مرده و ارتفاع پست به کارگردانی ابراهیم حاتمی کیا طراحی و ترکیب صدا به وسیله رایانه را تجربه و انجام داد.

## جوایز
برنده سیمرغ بلورین و دیپلم افتخار بهترین موسیقی متن فیلم از جشنواره ۱۱ فیلم فجر تهران ۱۳۷۱برای فیلم سایه‌های هجوم
کاندیدای سیمرغ بلورین و برنده دیپلم افتخار بهترین موسیقی متن فیلم از جشنواره ۱۵ فیلم فجر تهران ۱۳۷۵برای فیلم بچه‌های آسمان
برنده جایزه منتقدین سینمایی مجله دنیای تصویر و برگزیده منتقدین سینمایی کشور برای موسیقی فیلم‌های سایه به سایه و بچه‌های آسمان و فیلم پری در سال‌های ۱۳۷۵و۱۳۷۶
برگزیده منتقدین سینمایی برای صداگذاری فیلم سینمایی ارتفاع پست در جشن خانه سینما۱۳۸۱
کاندیدای سیمرغ بلورین بهترین صداگذاری و میکس فیلم بهشت از آن تو از جشنواره فیلم فجر ۱۳۷۸ مشترک با فردین صاحب زمانی

## مجموعه آثار

### صداگذاری
ارتفاع پَست – کارگردان: ابراهیم حلتمی کیا – بلند ۳۵م. م صداگذاری و میکس ارتفاع پست
موج مرده – کارگردان: ابراهیم حاتمی کیا - بلند ویدئو و ۳۵م. م صداگذاری و میکس
بهشت از آن تو کارگردان: – علیرضا داودنژاد – بلند ۳۵م. م میکس
بچه‌های بد – کارگردان: علیرضا داودنژاد – بلند ۳۵م. م صداگذاری و میکس
زندان زنان – کارگردان: منیژه حکمت – بلند ۳۵م. م میکس
دختر دایی گم شده – کارگردان: داریوش مهرجویی - کوتاه، ۳۵م. م صداگذار و میکس
آبادان – کارگردان: مانی حقیقی – بلند ویدئو و ۳۵م. م صداگذاری و میکس
شبانه – کارگردان: امید بنکدار و کیوان علی محمدی- بلند ۳۵م. م صداگذاری و میکس
ام.دی.ام. ای MDMA-کارگردان:امید بنکدار، کیوان علی محمدی- مستند ویدئو صداگذاری و میکس
هیچ‌کس با هیچ‌کس … -کارگردان: امیدبنکدار، کیوان علی محمدی صداگذاری و میکس
عشق تنهاست و … کارگردان: امید بنکدار و کیوان علی محمدی مستند ویدئو صداگذاری
کمانچه – کارگردان: بهمن کیارستمی – مستند ویدئو صداگذاری و میکس
دو کمانچه – کارگردان: بهمن کیارستمی مستند ویدئو صداگذاری و میکس
زیارت – کارگردان: بهمن کیارستمی – مستند ویدئو صداگذاری و میکس
بی مکان بی زمان – کارگردان: میثم شاه بابایی – مستند ویدئو ندوینگر و صداگذار
سیم آخر – کارگردان: علی کلانتری – مستند ویدئو صداگذاری و میکس
کارت قرمز – کارگردان: مهناز افضلی – مستند ویدئو صداگذاری و میکس
شب لطیف است – کارگردان: ایرج کریمی – بلند ویدئو و ۳۵م. م صداگذاری و میکس
چتری برای دو نفر کارگردان: – احمد امینی – بلند ۳۵م. م صداگذاری و میکس
دبستان حاجی باشی کارگردان: – مهرداد اسکویی – کوتاه. ۳۵م. م صداگذار و میکس
خانه مادری ام مرداب – کارگردان: مهرداد اسکویی – کوتاه ویدئو
فریب شعر – کارگردان: علی مصفا - بلند. ۱۶م. م میکس
فال قهوه – کارگردان: پرویز جاهد - کوتاه. ۱۶م. م میکس
همسایه – کارگردان: علی مصفا - کوتاه. ۳۵م. م میکس
علی و پری – کارگردان: حسن سراجیان -کوتاه. ۳۵م. م میکس
نادر فرزند شمشیر – کارگردان: امیریوسفی - کوتاه. ۳۵م. م میکس
خاک و ذکر – کارگردان: سیمین کرامتی کوتاه ویدئو صداگذاری و میکس
سرشماری – کارگردان: ندا رضوی پور، شهاب فتوحی- صداگذلر و میکس
شیفنه – کارگردان: کیوان جهانشاهی- مستند ویدئو- صداگذار و میکس تدوینگر
سه حس –کارگردان کیوان جهانشاهی- مستند ویدئو – صداگذار و میکس تدوینگر
قطار زندگی – کارگردان: فیروزه خسروانی- مستند –صداگذار و تدوینگر
آوازهای مرد خاکستری – کارگردان: شهاب رضویان – کوتاه، ۳۵م. م صداگذار و میکس
حاشیه مرکزی – کارگردان: داریوش یاری – سینمایی- صداگذاری و میکس
خانه خاطرات – کارگردان: پدرام صوفی - کوتاه ویدئو صداگذار و میکس
ساعت ۱۲٫۵ – کارگردان: پدرام صوفی –کوتاه ویدئو صداگذار و میکس
مدرسه کودکی- کارگردان: اوژن حقیقی - کوتاه ویدئو صداگذار و میکس
طلوع یک غروب -کارگردان: ابراهیم شیبانی -کوتاه ویدئو صداگذار و میکس
چشم‌اندازهای سیاوش آباد-کارگردان: امید بنکدار و کیوان علی محمدی -صداگذار و میکس
طلوع تاریک کارگردان: ابراهیم شیبانی صداگذار و میکس
درس آخر کارگردان: اوژن حقیقی صداگذار و میکس

### ساخت موسیقی متن
- ستاره فروزان – کارگردان: شانه ساز- مستند - آهنگساز ۱۳۷۰
- افسانه سیاه گالش – کارگردان: علیرضا قاسم خان – مستند –آهنگساز ۱۳۷۲
- مس سرچشمه – کارگردان: محمد آلادپوش – مستند آهنگساز ۱۳۷۳
- قزوین – کارگردان مجتبی متولی- مستند- آهنگساز ۱۳۷۲
- سایه‌های هجوم -کارگردان: احمد امینی - سینمایی ۳۵ م. م آهنگساز ۱۳۷۱ برنده سیمرغ بلورین و دیپلم * افتخار جشنواره یازدهم ۱۳۷۱
- عبور از تله- کارگردان: رضا رمضانی بلند ۳۵م. م- آهنگساز ۱۳۷۲
- مرد پنجم – سینمایی ۳۵م. م - آهنگساز ۱۳۷۴
- بوی خوش زندگی- کارگردان: ابوالحسن داودی بلند ۳۵م. م- آهنگساز ۱۳۷۳
- راز کیف گم شده -کارگردان: کریم هاتفی نیا بلند ۳۵م. م -آهنگساز ۱۳۷۵
- درد مشترک -کارگردان: یاسمین ملک نصر بلند ۳۵م. م -آهنگساز ۱۳۷۶
- پَری -کارگردان: داریوش مهرجویی بلند ۳۵م. م- آهنگساز ۱۳۷۵ - برنده جایزه منتقدین از مجله دنیای تصویر و آهنگساز برگزیده منتقدین سینمایی سال ۱۳۷۵
- ماجراهای کاش و کاشکی – کارگردان: پهلوان- سریال تلویزیونی کودکان- آهنگساز ۱۳۷۶
- ماجراهای آفتاب و عزیز خانوم- خانه ادبیات کودک و نوجوان- سریال تلویزیونی- آهنگساز ۱۳۷۴
- مجموعه مسابقه تلویزیونی راز سیب – آهنگساز ۱۳۷۶
- مجموعه تلویزیونی جنگ آفتاب - خانه ادبیات کودک و نوجوان- سریال تلویزیونی آهنگساز۱۳۷۵
- آخرین دیدار با ایران دفتری – کارگردان: رخشان بنی اعتماد- مستند – آهنگساز ۱۳۷۵
- سفر به قطب جنوب- کارگردان: مانی میرصادقی- مجموعه تلویزیونی مستند – آهنگساز ۱۳۷۹
- میهمان- کارگردان: ایرج کریمی- سینمایی تلویزیونی – آهنگساز ۱۳۷۹
- چهار فصل – کارگردان:سعید شاهسواری- کوتاه تلویزیونی –آهنگساز ۱۳۷۹
- عطش – کارگردان:محمدحسین فرح‌بخش - سینمایی -۳۵م. م - آهنگساز ۱۳۸۰
- قاصدک – کارگردان:قاسم جعفری- بلند ۳۵م. م -آهنگساز ۱۳۷۷
- حاشیه مرکزی – کارگردان: داریوش یاری – سینمایی- آهنگساز ۱۳۸۱
- سَفَر -کارگردان: علیرضا رئیسیان بلند ۳۵م. م -آهنگساز ۱۳۷۵
- در جستجوی تعادل –کارگردان: حسین محجوب –سریال تلویزیونی مستند – آهنگساز ۱۳۷۱
- ملک ری- کارگردان: علیرضا رئیسیان – مستند تلویزیونی- آهنگساز ۱۳۷۶
- سایه به سایه -کارگردان: علی ژکان بلند ۳۵م. م- آهنگساز ۱۳۷۵ - برنده جایزه منتقدین از مجله دنیای تصویر سال ۱۳۷۵
- تصویر یک رؤیا -کارگردان: احمد امینی سریال تلویزیونی -آهنگساز ۱۳۷۷–۱۳۷۵
- در انتظار صبح- کارگردان: مجید جوانمرد بلند ۳۵م. م -آهنگساز ۱۳۷۶
- یکی بود یکی نبود -کارگردان: ایرج طهماسب بلند ۳۵م. م -آهنگساز ۱۳۷۸
- مهر مادری- کارگردان: کمال تبریزی بلند ۳۵م. م -آهنگساز ۱۳۷۷
- بچه‌های آسمان کارگردان: مجید مجیدی - آهنگساز کاندیدای سیمرغ بلورین و برنده دیپلم افتخار ۱۳۷۵ -
- رنگِ خُدا- کارگردان: مجید مجیدی – بلند ۳۵م. م – آهنگساز –موسیقی به دلیل اختلاف در فیلم استفاده نشد. ۱۳۷۷
- لیلا -کارگردان: داریوش مهرجویی بلند ۳۵م. م-آهنگساز ۱۳۷۶
- شب لطیف است -کارگردان: ایرج کریمی - سینمایی -آهنگساز ۱۳۷۹
- انیمیشن نقاشی و حرکت -کارگردان: علی صمیمی زاد و میترا عبدی مجموعه تلویزیونی -آهنگساز ۱۳۷۸
- مهر مادری- کارگردان: کمال تبریزی – بلند ۳۵م. م -آهنگساز ۱۳۷۷
- مادرم گیسو - کارگردان: سیامک شایقی - سینمایی- آهنگساز ۱۳۷۴
- آرایش مرگ- کارگردان: افشین شرکت بلند۳۵م. م -آهنگساز ۱۳۷۵
- کویر مرگ – کارگردان: اسماعیل براری -بلند۳۵م. م- آهنگساز ۱۳۷۹
- قطار زندگی – کارگردان: فیروزه خسروانی- مستند -آهنگساز ۱۳۸۱
- مهره ریزان- کارگردان: شهاب رضویان- انیمیشن ۱۶م. م - آهنگساز ۱۳۷۳
- مسا (سرشب) – کارگردان: شهاب رضویان – انیمیشن ۳۵م. م -آهنگساز ۱۳۷۲
- درجستجوی مسیر- کارگردان: شهاب رضویان – انیمیشن ۱۶م. م -آهنگساز ۱۳۷۲
- استخوان -کارگردان: فرهاد آهی -سینمایی تلویزیونی - آهنگساز ۱۳۷۶
- شب زده- کارگردان: فرزاد موتمن- سینمایی تلویزیونی -آهنگساز ۱۳۷۶
- روز بر می‌آید -کارگردان: بیژن میر باقری -سینمایی بلند ۳۵م. م- آهنگساز ۱۳۷۶
- نسل جادویی- کارگردان: ایرج حقیقی – سینمایی بلند ۳۵م. م آهنگساز ۱۳۷۶
- بی گناهان - کارگردان: احمد امینی - مجموعه تلویزیونی -آهنگساز ۱۳۷۷
- شبانه - کارگردانان: کیوان علی محمدی / امید بنکدار بلند ۳۵م. م-آهنگساز و صداگذار ۱۳۸۳
- شب هزار و یکم-کارگردان: حمید بهادر - مجموعه تلویزیونی - آهنگساز ۱۳۸۸

### کارگردانی
- فیلم مستند شیفته-کارگردان: کیوان جهانشاهی- ۴۵ دقیقه، ویدئو ۱۳۸۲ نمایش داده شده در جشنواره فیلمهای آسیایی ایتالیا
- فیلم مستند سه حس - کارگردان: کیوان جهانشاهی- ۱۵ دقیقه، ویدیو ۱۳۸۲ نمایش داده شده در جشنواره فیلم کوتاه و مستند کیش
- فیلم مستند میان دیروز و همیشه کارگردان: کیوان جهانشاهی - ۲۰ دقیقه، ۱۶م. م دربارهٔ نقاشی از منظر بهرام دبیری نقاش معاصر و نوگرای ایرانی ۱۳۷۱
- فیلم داستانی کوتاه خاطرات کارگردان: کیوان جهانشاهی - ۲۰ دقیقه ۱۶م. م ۱۳۷۲
- مجموعه شب هزار و یکم به کارگردانی علی بهادر صحیح است